# Capparis calciphila
Capparis calciphila là một loài thực vật có hoa trong họ Capparaceae. Loài này được Standl. & Steyerm. mô tả khoa học đầu tiên năm 1944.